# كارولين أودونيل
كارولين أودونيل (بالإنجليزية: Caroline O'Donnell)‏ هي مهندسة معمارية أيرلندية، ولدت في 1974 في أثلون في جمهورية أيرلندا.

## وصلات خارجية
- الموقع الرسمي